# Fredriksbergs herrgård

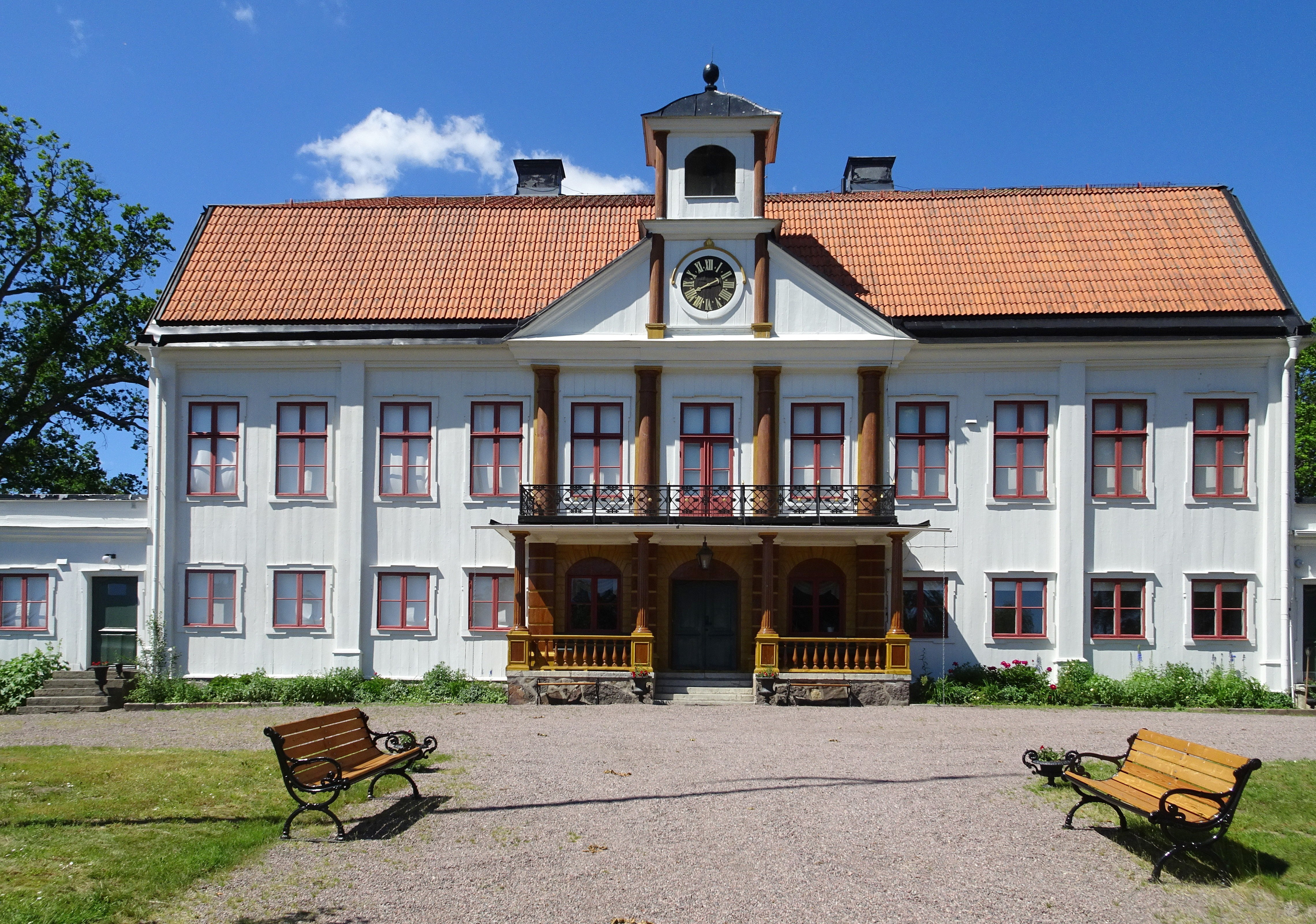
Fredriksbergs huvudbyggnad, 2019.

Fredriksbergs herrgård ligger på en hög stenterrass med utsikt över Döderhultsdalen, bara ett par kilometer utanför Oskarshamns centrum. Herrgårdsbyggnaden uppfördes 1784 och var i privat ägo till 1888 då den köptes av Oskarshamns stad. En omfattande restaurering genomfördes 1957 vilken återställde herrgården i sitt ursprungliga gustavianska skick. Fredriksbergs herrgård är idag öppen för allmänheten.

## Historik och ägarförhållanden

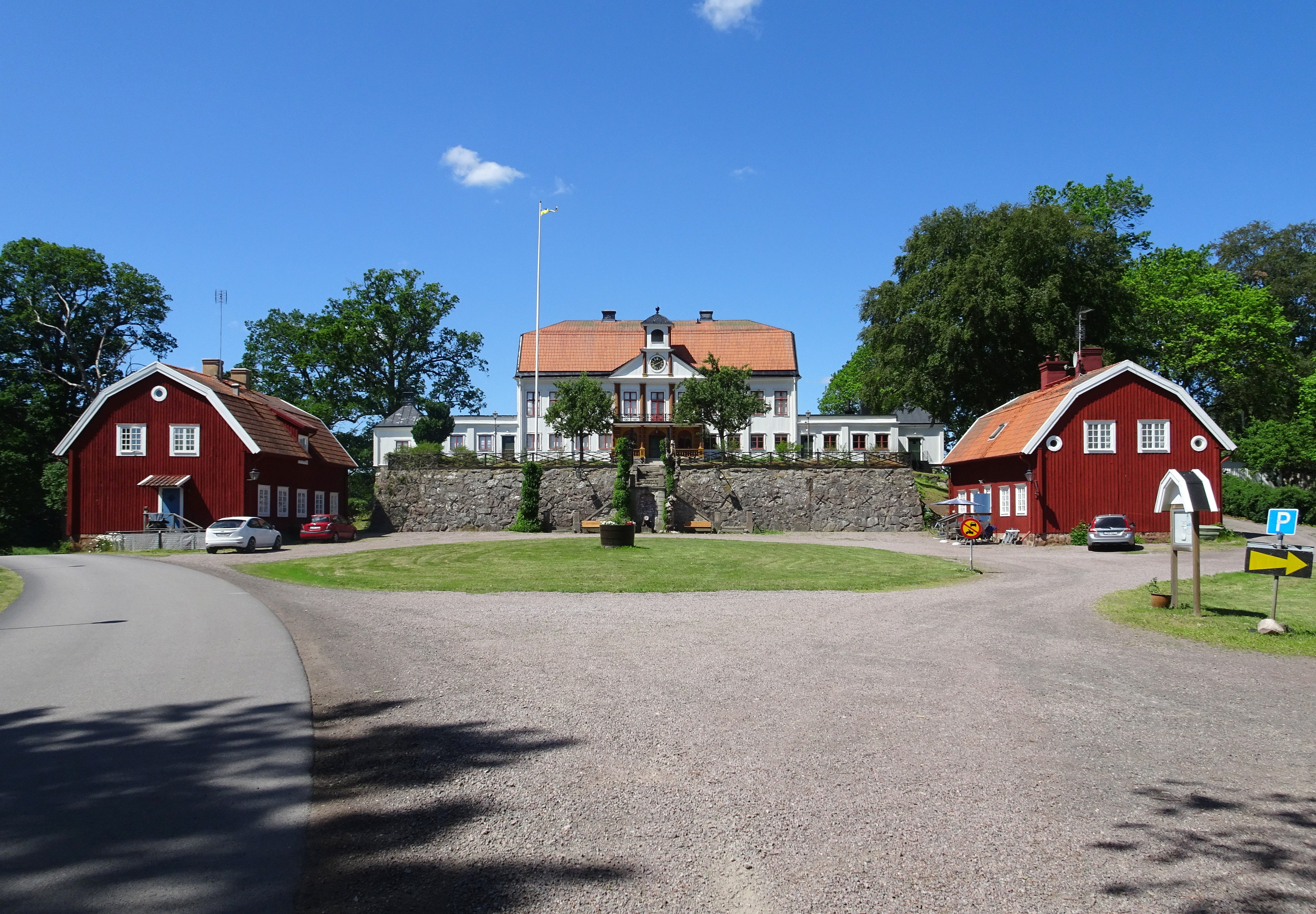
Huvudbyggnad och flyglar, från öster.

Fredriksberg är en gustaviansk herrgård som i begynnelsen hette Solberga och var ett gammalt frälse under Barkestorp som 1636 övergick till kronan. Det köptes så småningom av Bengt Bagge och tillsammans med en hel del andra av hans gårdar utvecklades frälsefrihet med Solberga som sätesgård. Bebyggelsen var däremot till en början obetydlig och privilegierna hävdades inte på 1660-talet utan överflyttades till en annan gård i Döderhults socken.
Solberga lydde sedan under Berga herrgård och gavs den 19 oktober 1769 namnet Fredriksberg, efter dåvarande ägaren till Berga, Peter Fredrik von Hegardt (död 1780). Den gamla Solberga gården är ett vitt tvåvåningshus som ligger intill herrgården på en kulle. Den södra flygeln och en lada som tillhör Solberga finns också kvar.
Fredriksbergs herrgårdsbyggnad uppfördes på 1780-talet i gustaviansk stil med släta träfasader, pelare och pilastrar av ryttmästaren Peter Reinke Cederbaum och hans hustru Maria Fredrika Cederbaum. Det tog 11 år att färdigställa herrgården och Peter Reinke Cederbaum fick aldrig se den färdig innan han dog i lungsot. Det är den största gården i Oskarshamn. Gården ägdes i början av 1800-talet av Per Fredrik Christopher Cederbaum, vars dotter Anna Maria Sofia (f. 1810 på Fredriksberg) gifte sig med ryttmästaren Johan Fredrik Hultenheim. Efter svärfaderns död övertog Johan Fredrik driften på Fredriksberg. Han kom att betyda mycket för Oskarshamn. Han skänkte bland annat ön Badholmen i hamnen till staden när Oskarshamn fick stadsprivilegier 1856.
Johan Fredriks och Anna Maria Sofias dotter Emelie Charlotta Anna Vilhelmina (f. 1836 på Fredriksberg) gifte sig med ryttmästaren Carl Axel Carleson (f. 1828 i Klockrike) och de tog över gården efter Johan Fredriks död.
Sommaren 1888 blev herrgården med tillhörande ägor föremål för en exekutiv auktion. Oskarshamns stad vann auktionen med ett bud på 346 000 kronor och blev därmed ny ägare av Fredriksberg. Priset ansågs lågt och var en följd av jordbrukskrisen på 1880-talet. Förutom själva herrgården ingick ett stort antal mindre gårdar och marker med en total area av 1 500 hektar. Köpet gav Oskarshamns stad större möjligheter att expandera på egen ägd mark.
År 1898 gick Fredriksberg på arrende till lantbrukaren Karl Emil Andreas Wijkström (av den välkända handelsmannasläkten i Oskarshamn). Han var gift med Augusta Fredrika Maurin och äldste sonen Uno Andreas tog 1905 över arrendet efter fadern.

## Bilder

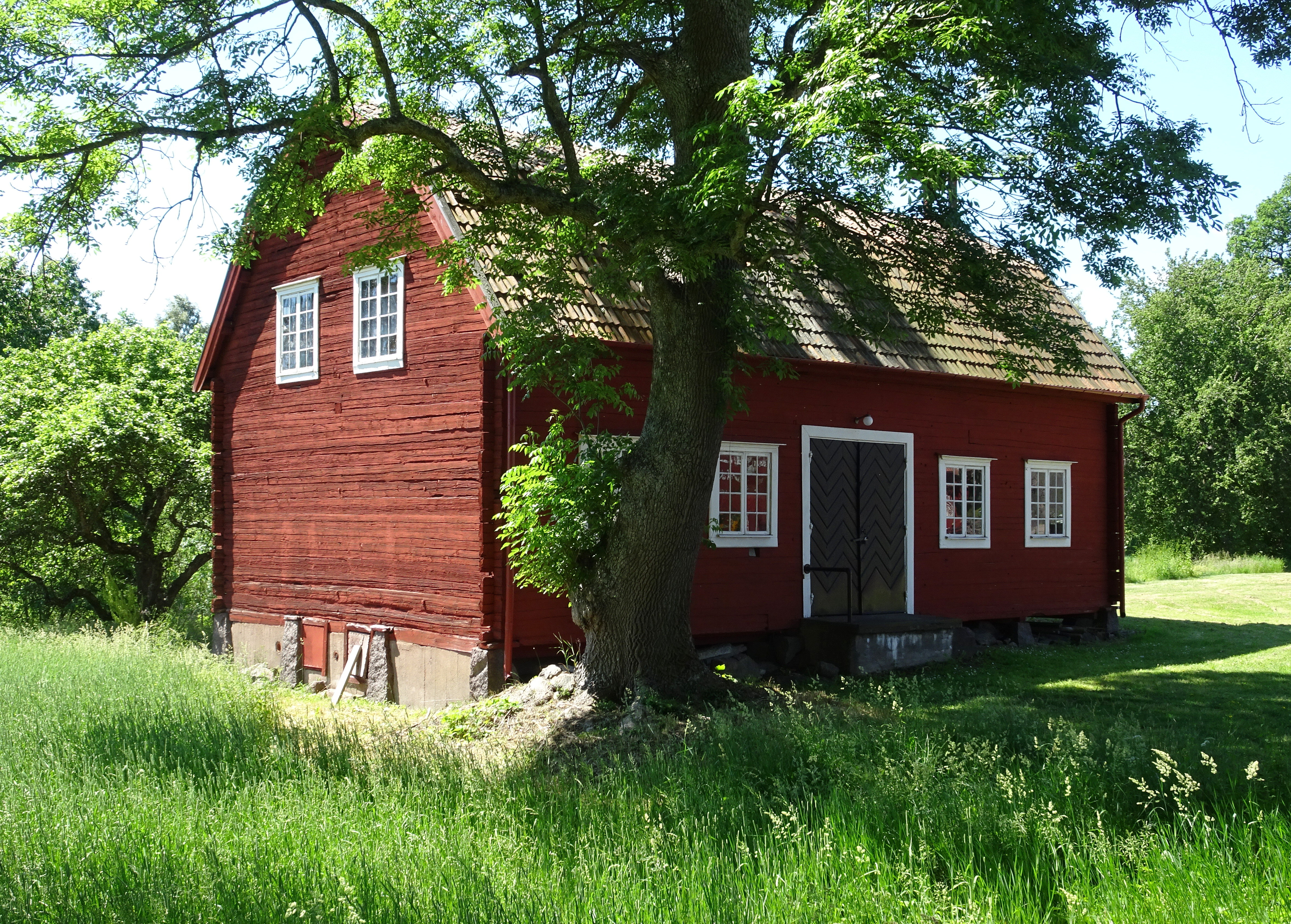
Före detta ekonomibyggnad.
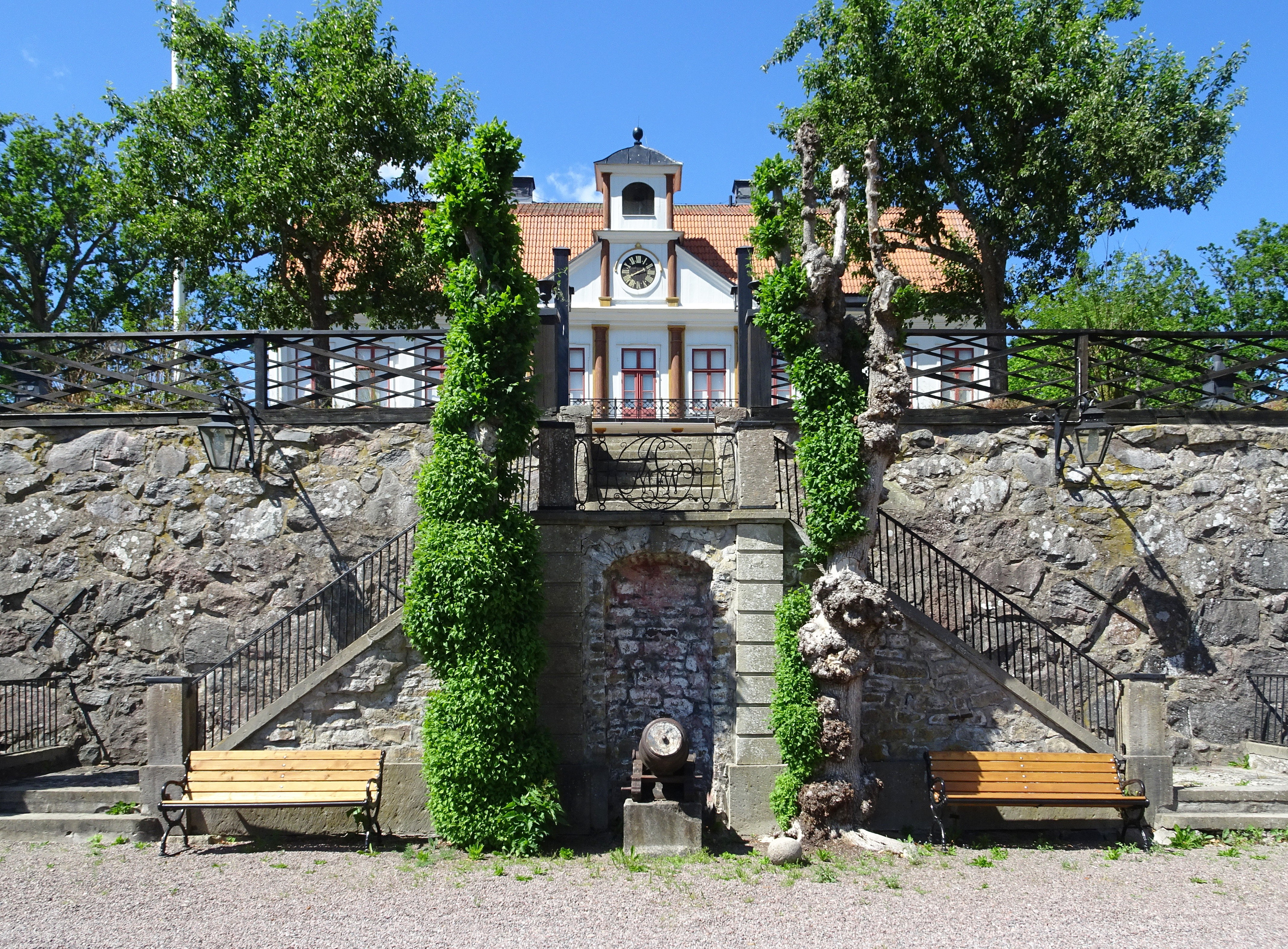
Stentrappan upp till corps de logi.
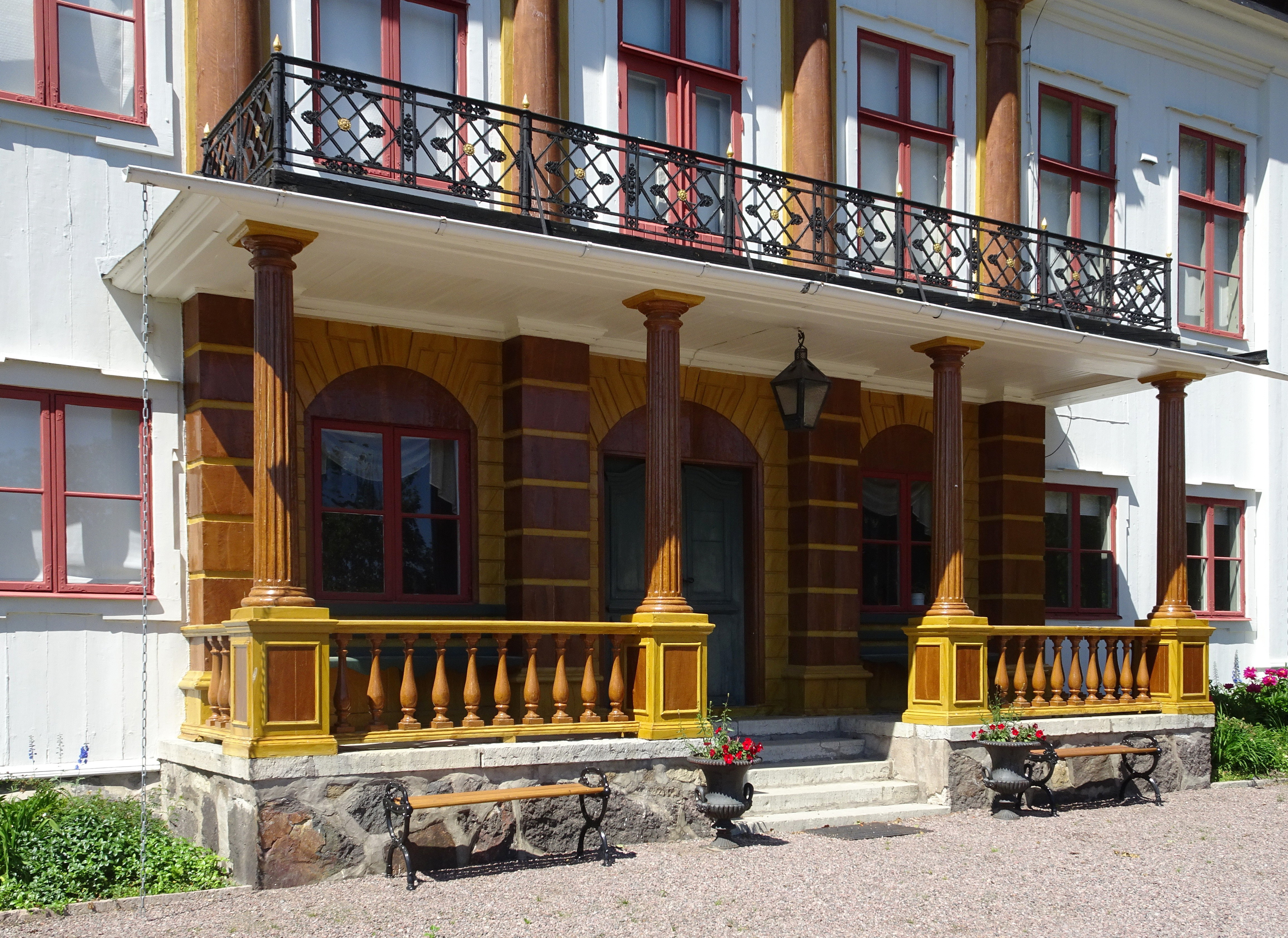
Entrén med verandan.
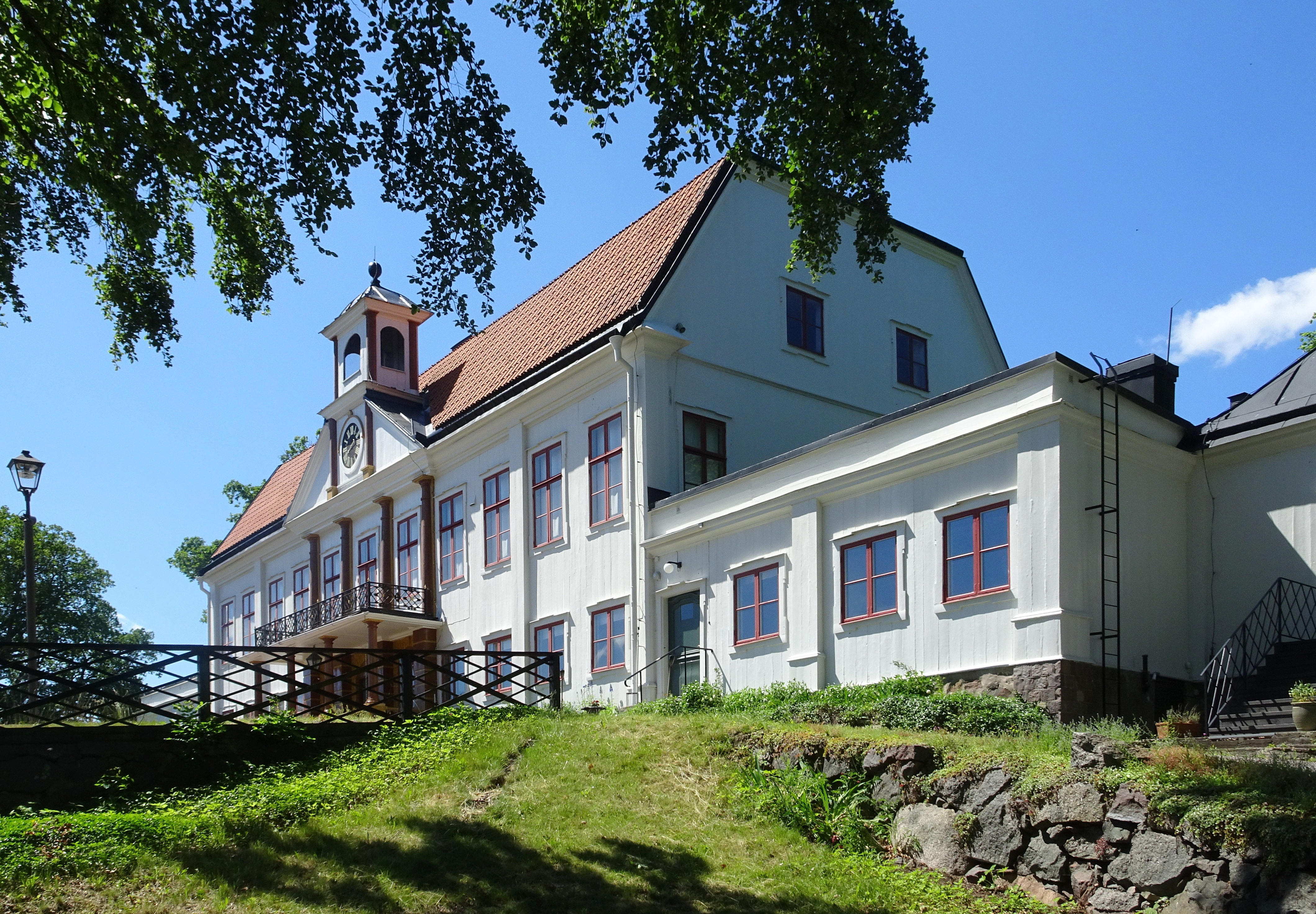
Huvudbyggnad med nordöstra flygeln.
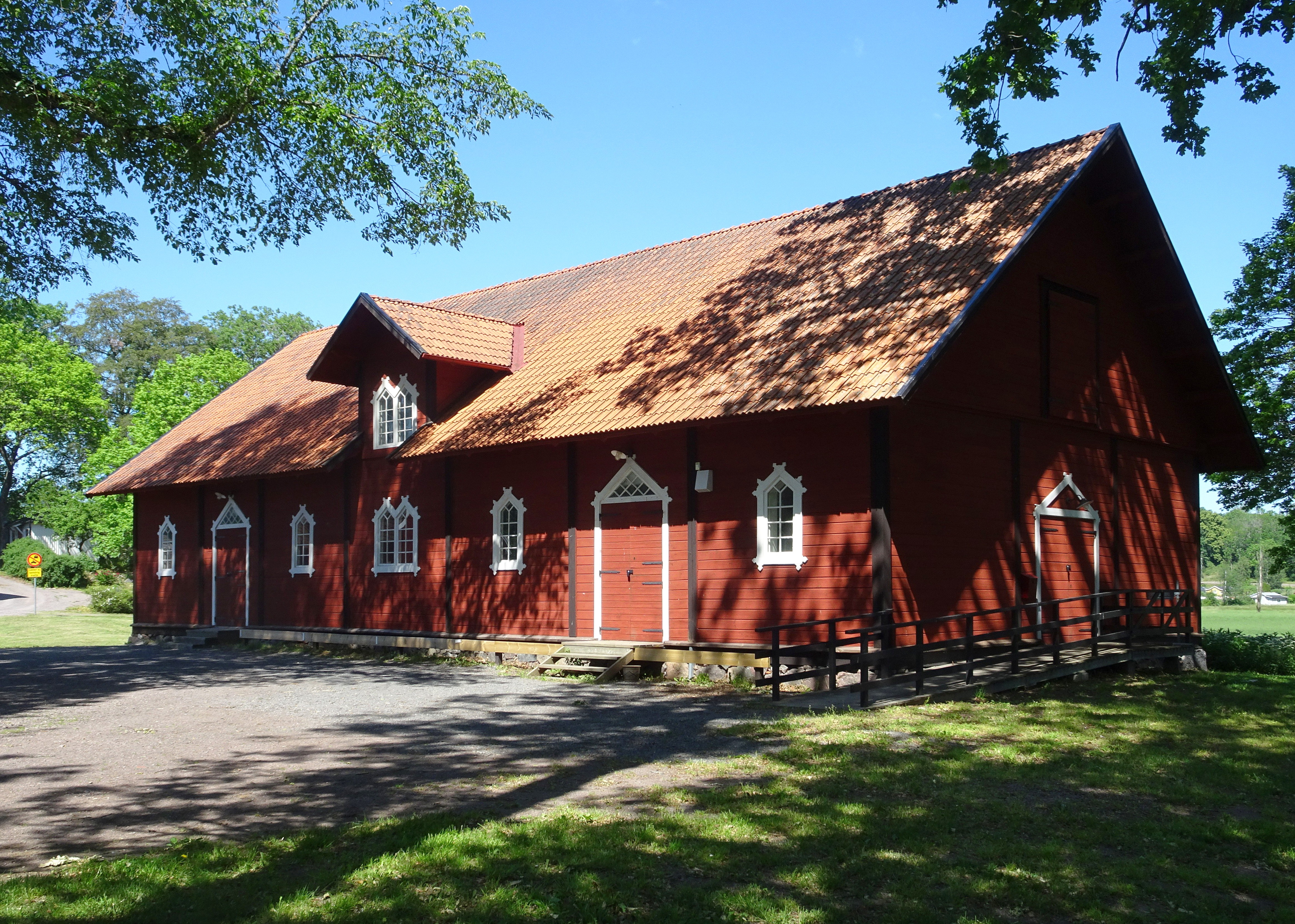
Före detta ladan.

## Nutida verksamhet
Fredriksbergs herrgård och park är öppen för allmänheten. I delar av herrgården bedrivs sedan julen 2017 verksamheten "Herrgårdsköket" som inriktar sig på middagsbeställningar och arrangerar olika typer av mat och dryckesarrangemang, I byggnaden finns även ett museum som drivs av Oskarshamns kommuns kulturförvaltning..